# Логдузское сельское поселение

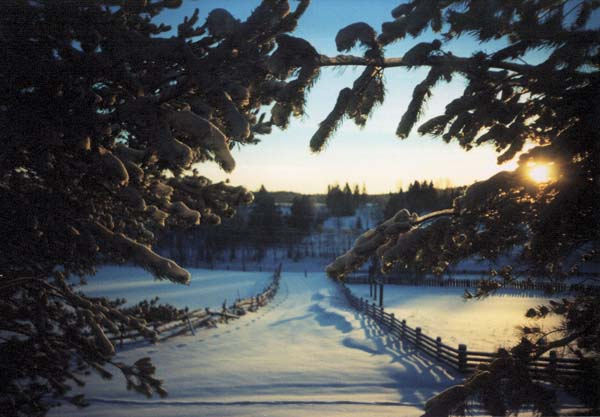

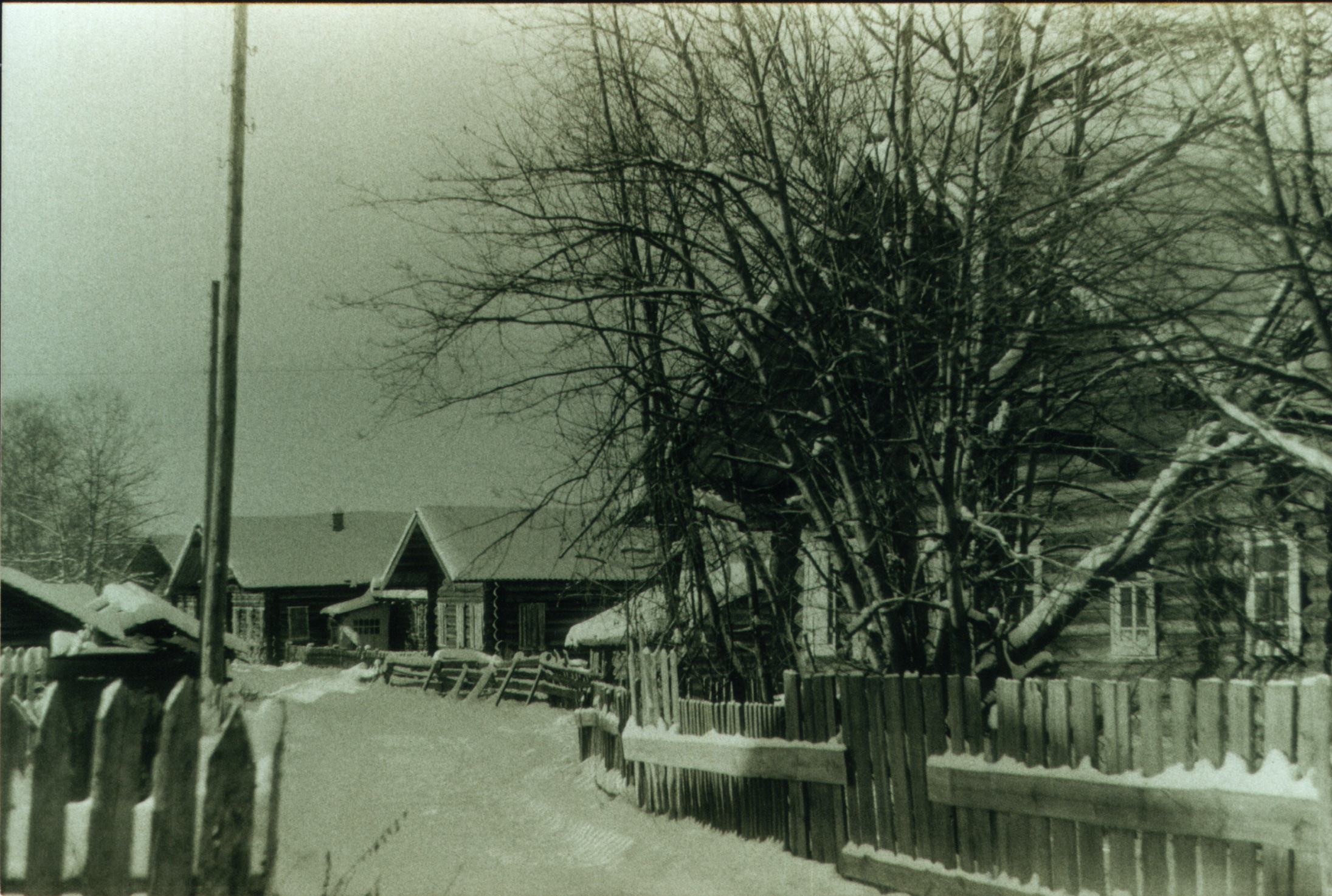
Деревня Логдуз

Ло́гдузское сельское поселение — упразднённое муниципальное образование в составе Бабушкинского муниципального района Вологодской области. Административный центр — деревня Логдуз.
Население по данным переписи 2010 года — 567 человек, оценка на 1 января 2012 года — 534 человека.
Образовано 1 января 2006 года в соответствии с Федеральным законом № 131 «Об общих принципах организации местного самоуправления в Российской Федерации».
В состав сельского поселения вошёл Логдузский сельсовет.
Законом Вологодской области от 1 июня 2015 года № 3667-ОЗ муниципальные образования Логдузское сельское поселение и Подболотное сельское поселение были объединены в сельское поселение Подболотное с административным центром в деревне Кокшарка.

## География
Сельское поселение располагалось на северо-востоке района, граничило:
- с севера с Нюксенским районом,
- с востока с Никольским районом,
- с запада с Подболотным сельским поселением.

Площадь муниципального образования — 32 905 га, в том числе в границах населённых пунктов — 282 га.

## Экономика
Население занималось ведением личного подсобного хозяйства, на лесозаготовках и деревообработке, в социальной сфере.
Действовали две основные общеобразовательные школы, два фельдшерско-акушерских пункта, два дома культуры, две сельские библиотеки, два почтовых отделения связи.

## Природа
На территории сельского поселения множество болот и лесов. Расположен заказник «Михалево», протекают реки Шарженьга и Логдуз.

## Культура
Жители сохраняли промысловые традиции: пивоварение, валяние валенков, резьба по дереву, маслоделие, вязание крючком и на спицах, корзиноплетение.
При Логдузском СДК действовал фольклорный коллектив «Хуторянки».

## Населённые пункты
В 1999 году был утверждён список населённых пунктов Вологодской области. С тех пор состав Логдузского сельсовета не изменялся.
В состав сельского поселения входили 6 деревень.
| Населённый пункт   | ОКАТО          | Рег. номер | Расстояние до районного центра, км | Расстояние до центра поселения, км | Координаты                      |
| ------------------ | -------------- | ---------- | ---------------------------------- | ---------------------------------- | ------------------------------- |
| деревня Белокрутец | 19 208 836 002 | 342        | 116                                | 10                                 | 59°54′12″ с. ш. 44°39′16″ в. д. |
| деревня Еремино    | 19 208 836 003 | 343        | 108                                | 17,5                               | 59°51′21″ с. ш. 44°45′11″ в. д. |
| деревня Козлец     | 19 208 836 004 | 344        | 102                                | 15,5                               | 59°52′28″ с. ш. 44°43′42″ в. д. |
| деревня Крутец     | 19 208 836 005 | 345        | 105                                | 9                                  | 59°54′57″ с. ш. 44°40′55″ в. д. |
| деревня Логдуз     | 19 208 836 001 | 341        | 115                                | —                                  | 59°59′36″ с. ш. 44°43′31″ в. д. |
| деревня Плешкино   | 19 208 836 006 | 346        | 120                                | 5                                  | 59°59′03″ с. ш. 44°48′10″ в. д. |